# An-Nur an-Na'immoskee
De An-Nur an-Na'immoskee is een moskee in de stad Phnom Penh in Cambodja. De moskee werd gebouwd in 1901. Later heeft de communistische Rode Khmer de moskee totaal vernietigd. De moskee is nu met bakstenen herbouwd en ligt ongeveer één kilometer ten noorden van de Nur ul-Ihsaanmoskee.